# Midori Naka
Midori Naka (en japonés: 仲みどり; 19 de junio de 1909-24 de agosto de 1945) fue una actriz de teatro japonesa del estilo shingeki. Inicialmente sobrevivió al bombardeo atómico de Hiroshima el 6 de agosto de 1945, pero murió 18 días después. Fue la primera persona en el mundo cuya muerte fue certificada oficialmente como resultado de la exposición a la radiación. Su notoriedad ayudó a dar a conocer los efectos adversos de la exposición a la radiación e impulsó las investigaciones en esta área.

### Primeros años y carrera
Midori (en japonés, "verde", color simbólicamente asociado a la frescura y naturalidad en esta cultura) Naka nació en el distrito Nihonbashi de Chūō, Tokio, como la tercera de las cuatro hijas de un oficial militar. Se graduó en el Osaka Jogakuin College, antes de unirse al grupo dramático samurái de Asakusa en 1928. En 1931, ingresó al recién formado Tsukiji Shokekijo (Pequeño Teatro Tsukiji) y se distinguió como actriz del estilo shingeki, u occidental, especialmente por sus interpretaciones como protagonista en la producción de La dama de las camelias. A mediados de la década de 1930, ayudó a sus hermanas a administrar una cafetería en el distrito de Asakusa en Tokio. En 1940, la policía cerró la compañía Tsukiji. Se unió a la compañía de teatro Kuraku-za (Dolor y Placer) en 1942. Los ataques aéreos sobre Tokio dificultaron la actividad y la compañía se disolvió en enero de 1945. En marzo de 1945, Naka se convirtió en actriz principal del Sakura-tai (en japonés, "Unidad de los cerezos en flor"), un grupo de teatro ambulante recién formado organizado por el actor Sadao Maruyama.   

### Bombardeo de Hiroshima
Junto con la compañía Sakura-tai, Naka se mudó a Hiroshima el 7 de junio de 1945, con la intención de pasar la temporada allí.  Los nueve integrantes alquilaron una casa que se ubicaba a unos 650 m del epicentro de la explosión atómica. Compartían esta casa con miembros de otra compañía de teatro de seis integrantes, la Sangoza. 

Naka y dieciséis de sus colegas estaban en la casa de Hiroshima la mañana del 6 de agosto de 1945, cuando una bomba atómica detonó sobre la ciudad. Trece de los diecisiete actores murieron instantáneamente. Naka sobrevivió, junto con Sadao Maruyama, Keiko Sonoi y Shozo Takayama. Naka luego describió su experiencia:
"Cuando sucedió, yo estaba en la cocina, ya que esa mañana me tocaba preparar el desayuno para la compañía. Llevaba una bata ligera, de color rojo y blanco, y tenía un pañuelo atado a la cabeza. Cuando una repentina luz blanca llenó la habitación, mi primera reacción fue que la caldera de agua caliente debía haber explotado. Inmediatamente perdí el conocimiento. Cuando recobré el conocimiento estaba en la oscuridad y poco a poco me di cuenta de que estaba atrapada bajo las ruinas de la casa. Cuando traté de liberarme, me di cuenta de que, aparte de mis pequeñas bragas, estaba completamente desnuda. Me pasé la mano por la cara y la espalda: ¡Estaba ilesa! Sólo mis manos y piernas estaban ligeramente rasguñadas. Corrí tal como estaba hacia el río, donde todo estaba en llamas. Salté al agua y floté río abajo. Después de unos cientos de metros, unos soldados me sacaron". 

### Enfermedad y muerte
Unos días más tarde, gracias a su fama como actriz, Naka pudo encontrar un asiento en uno de los raros trenes que entonces viajaban hacia la capital. El 16 de agosto, Naka ingresó voluntariamente en el hospital de la Universidad de Tokio, donde fue examinada por algunos de los principales expertos en radiación de Japón en ese momento.   En el hospital, los médicos le hicieron repetidas transfusiones de sangre en un intento por salvarle la vida. Al inicio de su hospitalización, su temperatura corporal era de 37,8 °C y su pulso 80 lpm. En los días siguientes, su cabello comenzó a caerse y su recuento de glóbulos blancos bajó del nivel normal de 8.000 a 300-400  (otras fuentes indican de 500 a 600 glóbulos blancos),  para gran sorpresa de los doctores. Su recuento de glóbulos rojos estaba en el nivel de 3,000.000.  El 21 de agosto, su temperatura corporal y su pulso habían aumentado a 41 °C y 158 lpm respectivamente. El 23 de agosto, aparecieron en su cuerpo de doce a trece manchas moradas. El mismo día, Naka afirmó que se sentía mejor.  Sin embargo, murió al día siguiente, el 24 de agosto de 1945. Ella fue el último miembro superviviente de Sakura-tai; los otros tres supervivientes ya habían muerto para entonces, también debido a la irradiación.  Naka proporcionó el primer testimonio sobre el bombardeo de Hiroshima que fue ampliamente publicitado en los medios.

## Legado
Midori Naka fue la primera persona en la historia cuya muerte fue certificada oficialmente como resultado de la "enfermedad de la bomba atómica" (como al principio se denominó al envenenamiento por la radiación). El periodista Robert Jungk sostiene que la publicidad en torno a la enfermedad de Midori Naka, debido a su condición de figura pública, contribuyó decisivamente a catapultar la llamada "enfermedad por radiación" a la atención pública. Hasta que salió a la luz la historia de Naka, había confusión y oscuridad en torno a la misteriosa "nueva enfermedad" que padecían muchos de los supervivientes del bombardeo atómico. Jungk sostiene que, gracias a la prominencia de Naka y su historia personal, se inició una investigación y un examen adecuados del fenómeno del envenenamiento por radiación, lo que potencialmente salvó las vidas de muchas de las personas expuestas a la radiación durante los bombardeos. 
El 11 de septiembre de 1945, el general del ejército estadounidense Thomas Farrell confiscó los resultados de 37 autopsias de víctimas de las bombas atómicas realizadas por el equipo científico de la Universidad de Kioto. El material confiscado y trasladado a Estados Unidos incluía restos de Naka. Sus restos fueron cuidadosamente estudiados y devueltos a Japón en 1972, conservados en un juego de frascos de vidrio con formol. Desde entonces se exhiben en el Monumento de la Paz de Hiroshima. 
El poeta francés Jacques Gaucheron hace referencia a Naka en su poema Sous le signe d'Hiroshima (Bajo la estrella de Hiroshima), comparándola con un "copo de nieve".  El largo poema se publicó por primera vez en la revista literaria Europa: Revue Littéraire Mensuelle en 1970. 
En 1988, se estrenó un docudrama que trataba sobre la formación del Sakura-tai y el destino de sus miembros. La película, Sakura-tai Chiru, fue dirigida por Kaneto Shindō.  Midori Naka fue interpretada por la actriz Yasuko Yagami.